# Spejlsalen
Spejlsalen (fransk: Galerie des Glaces) er et stort rum i Versaillespaladset. Det regnes som en af slottets største attraktioner.

## Beskrivelse
Salen blev påbegyndt i 1678, da slottet blev officiel residens for Ludvig XIV, og  fuldført i 1684. Det findes mange referencer til den i Marie Antoinettes dagbøger.
Spejlsalen ligger i paladsets første etage. Den er 73 m lang, 10,5 m bred, og 12,3 m høj. Den indeholder 578 spejle. Ved siden af spejlsalen ligger Krigshallen (salon de la Guerre) på nordsiden og Fredssalen (salon de la Paix) på sydsiden. Spejlene var for sin tid meget store og blev lavet af Saint-Gobain i Paris-firma. 
Efter at Nijmegenaftalen var underskrevet i 1678, beordrede Ludvig XIV, som var på højden af sin magt, at loftet skulle bemales med vidnesbyrd om hans succeser. Arbejdet blev udført af Le Brun.

## Politisk betydning
Det var i Spejlsalen, det tyske kejserdømme blev kundgjort den 18. januar 1871 efter sejren i Den fransk-preussiske krig. Det var også her Versaillestraktaten blev underskrevet i 1919. Traktaten fastslog, at Tyskland havde ansvaret for første verdenskrig.
48°48′17″N 2°7′13″Ø / 48.80472°N 2.12028°Ø